# JAグループ神奈川ビル
JAグループ神奈川ビル（ジェイエイグループかながわビル）は、神奈川県横浜市中区にある建築物である。

## 歴史
横浜港に近いこの地には、1938年（昭和13年）竣工の「神奈川県産業組合館」があり、産業組合が事務所を置いていた。1947年の農業協同組合法の施行により、1948年に産業組合の事務を神奈川県信用農業協同組合連合会（JA神奈川県信連）が継承する。産業組合館が手狭になったことから、1960年に社団法人農業会館を設立し、1961年に隣接地に「神奈川県中央農業会館」を建設した。老朽化や耐震上の問題により、産業組合館と中央農業会館をあわせて建て替えることとなったが、これに先立ち2013年に旧神奈川県産業組合館は横浜市認定歴史的建造物の認定を受けた。

## 建築
一帯は第七種高度地区で、31mの高さ制限の規定があるが、新たなビルは横浜市市街地環境設計制度による高さ制限緩和の適用を受け、高さを44.95m、地上9階・地下1階建とした。県の想定による、慶長型地震における浸水は0.8m～1.2mであることから、1階は地面から0.8mの高さにした。1階にエントランスホールと農協観光の営業所、2・3階に会議室、2階から9階にかけてJA三井リースやJA共済連、JA神奈川県厚生連、JA全農かながわ、JA神奈川県信連、JA神奈川県中央会、JA神奈川県連など12団体が事務所を設ける。従来、JA全農かながわは平塚市に本部を置くなど拠点が分散していたが、本ビルへの集約を図った。
旧神奈川県産業組合館は清水組の施工により1938年（昭和13年）に完成した。鉄筋コンクリート造3階建で、垂直性を強調した古典主義的な意匠が特徴である。建て替えに際して産業組合館の外観を保存・復元し、以前使われていた建具や金庫も展示されている。

## 立地
海側の横浜税関（クイーンの塔）、その反対側の神奈川県庁新庁舎に挟まれた位置にある。本ビルは町丁の境に跨って建ち、海側が中区海岸通1丁目、内陸側が同元浜町1丁目となる。税関との間の海岸通りは、本ビルの西側の横浜税関前交差点で横浜市庁舎と横浜赤レンガ倉庫方面を結ぶみなと大通りと交差する。最寄駅は、100mほど離れた横浜高速鉄道みなとみらい線日本大通り駅となる。